# Familia Rappaport
La Familia Rappaport Hebreo: רפפורט; Yiddish: ראפאפארט) es una familia rabínica Kohanic prominente, que generalmente se considera que poseen la descendencia directa kohanim más antigua y mejor registrada. Los orígenes modernos de la familia se remontan a R. Meshulam Jekuthiel HaKohen Rappa (m. 1450), quien se estableció en Porto, Mantua, Italia después de que los judíos fueran expulsados de su ciudad natal de Mainz, Sacro Imperio Romano Germánico. Desde el siglo XVII en adelante, la familia Rappaport ocupó algunas de las posiciones rabínicas más prestigiosas de Europa, específicamente en Europa Oriental. La dinastía rabínica Rapoport-Bick es una rama de la familia Rappaport.

## Historia
A mediados del siglo XVII, los autores pertenecientes a la familia Rappaport vivían en Polonia y Lituania, y se concentraban particularmente en Cracovia y Lviv; en este último lugar, en 1584, nació el famoso talmudista R. Abraham Rappaport y R. Simhah Rappaport en 1650, el hijo de este último, R. Khaim Rappaport fue el progenitor de la dinastía Rapoport-Bick y antepasado de la dinastía Soloveichik. A fines del siglo XVII, los miembros de la familia Rappaport vivían en Dubno y Krzemeniec, donde ocuparon el rabinato de la ciudad. En el siglo XVIII, los miembros de la familia comenzaron a emigrar de Europa del Este, como R. Isaac Rappaport, que vivía en Smyrna y más tarde en Jerusalén, y R. Solomon Judah Loeb Rapoport, que vivía en Moravia. El nieto de R. Solomon, Arnold Rapoport cs, fue un líder de los asimilacionistas en Galicia y fue diputado del Reichsrat austriaco de 1879 a 1907 en representación del partido polaco. En 1890 fue ennoblecido, recibiendo el título de "von Porada". Hacia 1750 había dos miembros de la familia Rappaport viviendo en Dyhernfurth (Silesia): uno llamado R. Israel Moses y el otro R. Meïr; el primero procedía de Pińczów, el último de Krotoschin, que recibió un escudo de armas. Algunos miembros de la familia se involucraron en Haskalah como Charles Rappoport, Shloyme Zanvl Rappoport y Emil Stanisław Rappaport. Dicho esto, la familia siguió produciendo rabinos como R. David Rappoport y, más actualmente, R. Chaim Rapoport y R. Gamliel Rabinowitz-Rappaport